# Sara Carbonero

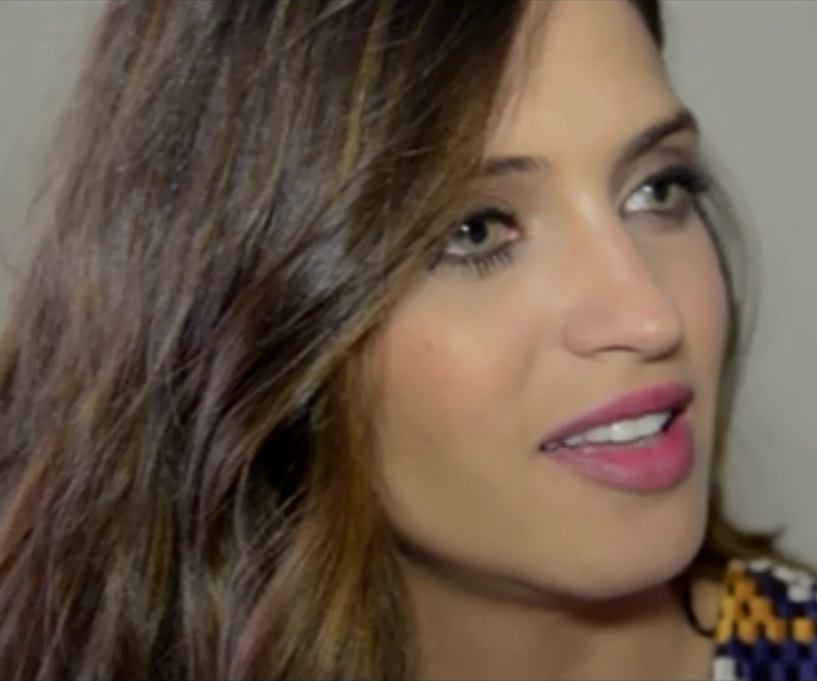
Sara Carbonero

Sara Carbonero Arévalo (* 3. Februar 1984 in Corral de Almaguer, Provinz Toledo) ist eine spanische Sportjournalistin und Fernsehreporterin. Sie ist beim spanischen Fernsehsender Telecinco tätig, unter anderem als Sportmoderatorin der Nachrichtensendung Informativos Telecinco.

## Leben
Sara Carbonero studierte Journalismus an der Universität Complutense in Madrid und begann ihre Reporterlaufbahn bei Radio Marca. Ab 2007 arbeitete sie beim spanischen Fernsehsender laSexta, wo sie für Sportinformationen in dessen Nachrichtenprogramm zuständig war. Sie berichtete unter anderem über das spanische Team bei der Basketball-Europameisterschaft 2007 und trat in der Livesendung Minuto y resultado auf.
Im April 2009 wechselte Carbonero als Sportreporterin zum Medienunternehmen und privaten Fernsehsender Telecinco, dessen Sitz in Madrid ist. Unter anderem hatte sie mehrere Auftritte beim Sports Newsreader in der Nachrichtensendung Informativos Telecinco. Außerdem berichtete sie als Sportreporterin von nationalen und internationalen Sportwettkämpfen, wie zum Beispiel vom FIFA Confederations Cup 2009 in Südafrika. Seit Juli 2009 ist sie stellvertretende Leiterin des Sportressorts von Telecinco sowie Sportmoderatorin bei der Nachrichtensendung Informativos Telecinco, die bereits mehrmals mit spanischen Fernsehpreisen wie Premios ATV und TP de Oro ausgezeichnet wurde. Gegenwärtig moderiert sie täglich den ersten Sport-Informationsblock (primera edición), der in den 15-Uhr-Nachrichten (Informativos Telecinco Mediodía) von Telecinco ausgestrahlt wird.
Sara Carbonero lebt in Porto, seit ihr Ehemann, der spanische Torwart Iker Casillas, im Juli 2015 von Real Madrid zum FC Porto wechselte. Am 3. Januar 2014 wurde ihr Sohn Martín Casillas Carbonero geboren. Am 2. Juni 2016 kam ihr zweiter Sohn, Lucas, zur Welt. Im März 2021, nach 12 Jahren Beziehung, gaben beide einvernehmlich die Scheidung bekannt, nachdem sie bereits seit längerem in getrennten Häusern gelebt hatten.

## Öffentliche Diskussion ihrer Frauenrolle
Während der Fußball-Weltmeisterschaft 2010 berichtete Carbonero live aus Südafrika, wobei ihre seit 2009 bestehende private Beziehung mit dem Torwart der spanischen Fußballnationalmannschaft, Iker Casillas, das Interesse der Medien fand. Zeitungen wie die Londoner Times schrieben, dass die am Spielfeldrand stehende Reporterin den Torwart bei der 0:1-Niederlage Spaniens im ersten Spiel gegen die Schweiz entscheidend abgelenkt habe. Der madrilenische Presseverband kritisierte ebenfalls den Einsatz der Freundin Casillas’, weil der Journalistin als „Spielerfrau“ die kritische Distanz fehle. Ihr Sender Telecinco wies die Vorwürfe zurück und entgegnete, Carbonero erledige ihre Arbeit „ohne Fehl und Tadel“.
Die Basler Zeitung verwies bei ihrer Berichterstattung über Carbonero („Miss Fußball-Reporterin“) auf eine 2007 durchgeführte Studie des Lehrstuhls für Sport, Medien und Kommunikation der Technischen Universität München sowie auf das darauf basierende Buch Traumberuf Sportjournalismus des stellvertretenden Lehrstuhl-Leiters Michael Schaffrath. Danach würden gutes Aussehen und Alter von Sportjournalistinnen weit weniger wichtig eingestuft als Fachkompetenz. Die „scheinbare Emanzipation und der Vormarsch der Frauen“ täuschten zudem, international liege die Frauenquote im Sportjournalismus bei nur rund sieben Prozent und habe keine steigende Tendenz.
Die NZZ schrieb, dass in Spanien „Frauen wie Carbonero oder die junge Verteidigungsministerin Carme Chacón […] immer wieder nach ihrem Äußeren bewertet“ werden und es oft zweitrangig sei, „ob sie ihren Job gut machen. Beobachter […] [sähen] darin die tiefsitzende Verweigerung der Spanier, Frauen Kompetenz zuzusprechen“. So habe eine Kommentatorin in der spanischen Zeitung El País geschrieben: „Als Entscheidungsträgerinnen sind wir noch immer nicht willkommen. […] Wären sie Männer, würde niemand über sie berichten.“

## Trivia
Im Juli 2009 wurde Carbonero von der US-amerikanischen Ausgabe des Männermagazins FHM zur „schönsten Sportjournalistin der Welt“ gekürt.